# Государственный музыкальный театр Национального искусства
Госуда́рственный музыка́льный теа́тр национа́льного иску́сства — московский музыкальный театр национального искусства, созданный 22 февраля 2002 года Министерством культуры Российской Федерации.
Художественным руководителем театра до 2014 года являлся народный артист Российской Федерации, композитор Владимир Васильевич Назаров.

## О театре
Театр создан 22 февраля 2002 года распоряжением министра культуры Российской Федерации Михаила Швыдкого. Театр Назарова является преемником Государственного ансамбля фольклорной музыки, созданного В. В. Назаровым в 1982 году и получившим статус государственного в 1988 году.
Основные задачи театра с помощью музыки, танца и драматургии показать зрителям ценность национальных культур народов мира, как в их особенности, так и в общем наследии мировой культуры. Постановки театра — это синтез серьёзной драматургии, фольклорных мотивов, поэзии, музыки, хореографии и юмора.
Творческим наследием театра считается шоу-ревю «Ах, карнавал!» («О любви на всех языках», «Русские фрески XX века» 1989), основанное на музыкальном материале России и мира.
В постановках театра использованы пьесы таких признанных мастеров драматургии, как Антон Чехов, Григорий Горин, Александр Володин, Евгений Шварц, Леся Украинка и другие.
Музыкальные спектакли театра рассчитаны как на взрослую аудиторию, так и на детей: «Айболит и Бармалей», «Золушка», «Муха-Цокотуха», «Сказка о царе Салтане», «Двенадцать месяцев», «Каменный цветок», «Зачарованный лес», «Королевство забытых игрушек», «Ночь перед Рождеством».
10 декабря 2008 года Владимиру Назарову и артистам Театра национального искусства была вручена ежегодная национальная российская премия в области музыкального искусства «Овация».
С 2008 года при театре организована театральная студия для детей и подростков. Спектакль «Волк, козлята и другие» (автор и режиссёр: С. Трачук) с участием выпускников студии идёт на малой сцене театра.
С 2009 года в театре открылся цикл сольных программ ведущих артистов Театра Назарова и его друзей:
- Концерт заслуженного артиста РФ Георгия Мушеева(премьера в театре 20 марта 2009)
- Концерт гитаристов-виртуозов Сергея Урюпина и Виталия Кися «От барокко до джаз-рока» (премьера в театре 19 апреля 2009) и «Acoustic story»
- Моноспектакль Дмитрия Бозина «Черепаха» на стихи Марины Цветаевой и Иосифа Бродского(премьера в мае 2009).
- Авторский проект Владимира и Ксении Назаровых «Теплые острова» (с 30 октября 2009), составленный из песен Владимира Назарова на стихи русских поэтов (Анны Ахматовой, Николая Гумилёва, Дмитрия Быкова, Дмитрия Витера, Иосифа Бродского, Марины Цветаевой, Юнны Мориц, Давида Самойлова).
- «Параллельные миры» — феерическое шоу Полины Кожиковой
- «Машино время» — шоу Марии Молчановой. Хиты народов мира
- Сольный концерт артиста театра Михаила Евтюхова «Забытая мелодия».

В 2013 году прошла премьера мюзикла «Загадка Турандот» по мотивам комедии Карло Гоцци (режиссёр: Н. Попков, композитор: В. Назаров), а так же моноспектакль-притча солистки театра Ксении Назаровой «Странствующая под музыку» (режиссёр-постановщик: А. Аббасов), с необыкновенно пронзительной и глубокой музыкой разных стран мира.
В рамках проекта «Экспериментальная сцена» театр ставит драматические спектакли по пьесам современных авторов: Майкла Фрейна, Александра Шишова, Дейла Вассермана, Андрея Хохлова, Василия Сигарева, Андрея Курейчика, Захарии Станку.
В театре проводятся театрализованные представления («Тайны закулисья», «Магия музыки»), которые позволяют зрителям увидеть жизнь театра изнутри, познакомиться с уникальными музыкальными инструментами, послушать их звучание.
В выставочном зале театра демонстрируются работы современных художников, а также ежегодно устраивается конкурс детского рисунка «Билет в сказку».
В 2014 году Владимир Назаров покинул пост художественного руководителя государственного театра. Летом того же года был образован «Музыкальный театр национального искусства Владимира Назарова» в качестве автономной некоммерческой организации, работающей под руководством Владимира Васильевича на различных сценах Москвы и России.
С 2 марта 2015 года Государственный музыкальный театр национального искусства прекратил свою деятельность в связи с реорганизацией. Здание театра передано Филармонии-2.

## Репертуар театра (2002—2014)
- «Загадка Турандот» по мотивам комедии Карло Гоцци «Принцесса Турандот».
- «Айболит» и «Бармалей» — музыкальные спектакли для детей на стихи К. И. Чуковского
- «Письмо Богу» — спектакль по рассказу Алексея Крыма в рамках проекта «Экспериментальная сцена»
- «И смех, и грех» — комедия по рассказам А. П. Чехова
- «Мать Иисуса» — по одноимённой драме А. М. Володина
- «Странствующая под музыку» — этнический моноспектакль-притча солистки театра Ксении Назаровой
- «Поминальная молитва, или Скрипач на крыше» — мюзикл по пьесе Григория Горина.
- «Мавка» («Лесная песня») — мюзикл по мотивам драмы Леси Украинки
- «Фантазии на тему Маленького принца» — по пьесе А. В. Хохлова «Родник в пустыне».
- «Ала ад-Дин» — музыкальная комедия по пьесе А. Шишова и А. Хохлова
- «Тень» — музыкальная комедия для взрослых и молодёжи Е. Л. Шварца
- «Золушка» — музыкальная новогодняя сказка Е. Л. Шварца для детей и их родителей.
- «Муха-Цокотуха» — музыкальный спектакль для детей на стихи К. И. Чуковского
- «Сказка о царе Салтане» — музыкальный спектакль для детей по сказке А. С. Пушкина.
- «Каменный цветок» по пьесе И. Г. Томилова.
- «Двенадцать месяцев» — пьеса-сказка С. Я. Маршака
- «Любовь и помидоры» — фантастическая комедия по мотивам пьесы А. В. Курейчика «Исполнитель желаний»
- «Ах, карнавал» («Русские фрески XX века», «О любви на всех языках») — музыка народов мира в уникальном феерическом шоу-ревю
- «Братья Карамазовы» по одноимённому роману Ф. М. Достоевского

## Будущие премьеры
- «Ромео и Джульета» по пьесе В. Шекспира
- «Прокляты и убиты» по роману В. Астафьева
- «Человек из Ламанчи» по пьесе Дейла Вассермана.
- «Вожак» музыкальная драма по мотивам романа Захария Станку «Табор».
- «Старший сын» по пьесе Александра Вампилова
- «Дорогая Елена Сергеевна» по пьесе Людмилы Разумовской

## Труппа
Из труппы театра следует отметить следующих артистов:
- Георгий Мушеев (Заслуженный артист РФ, солист-вокалист)
- Игорь Томилов (актёр-ведущий мастер сцены)
- Людмила Гордиенко (солистка вокалистка)
- Елена Кись (артистка-вокалистка)
- Виталий Кись (солист театра, гитарист)
- Сергей Урюпин (солист театра,мультиинструменталист)
- Владимир Тирон (солист театра,мультиинструменталист)
- Михаил Евтюхов (артист-вокалист)
- Елена Маланчук (артистка-вокалистка)
- Вероника Шабашова (солистка театра, скрипачка)
- Полина Кожикова (артистка-вокалистка)
- Игорь Милюков (солист-вокалист)
- Артём Назаров (актёр, главный режиссёр театра)
- Ксения Назарова (артистка-вокалистка)
- Екатерина Шпица (актриса театра и кино)
- Мария Молчанова (артистка-вокалистка)
- Камиль Фехретдинов (артист-вокалист)
- Денис Панфилов (актёр-ведущий мастер сцены)[4]